# 4558 Janesick
4558 Janesick eller 1988 NF är en asteroid i huvudbältet som korsar Mars omloppsbana. Den upptäcktes 12 juli 1988 av den franske astronomen Alain Maury och den amerikanska astronomen Jean Mueller vid Palomar-observatoriet. Den är uppkallad efter James R. Janesick.